# 博魯傑爾德

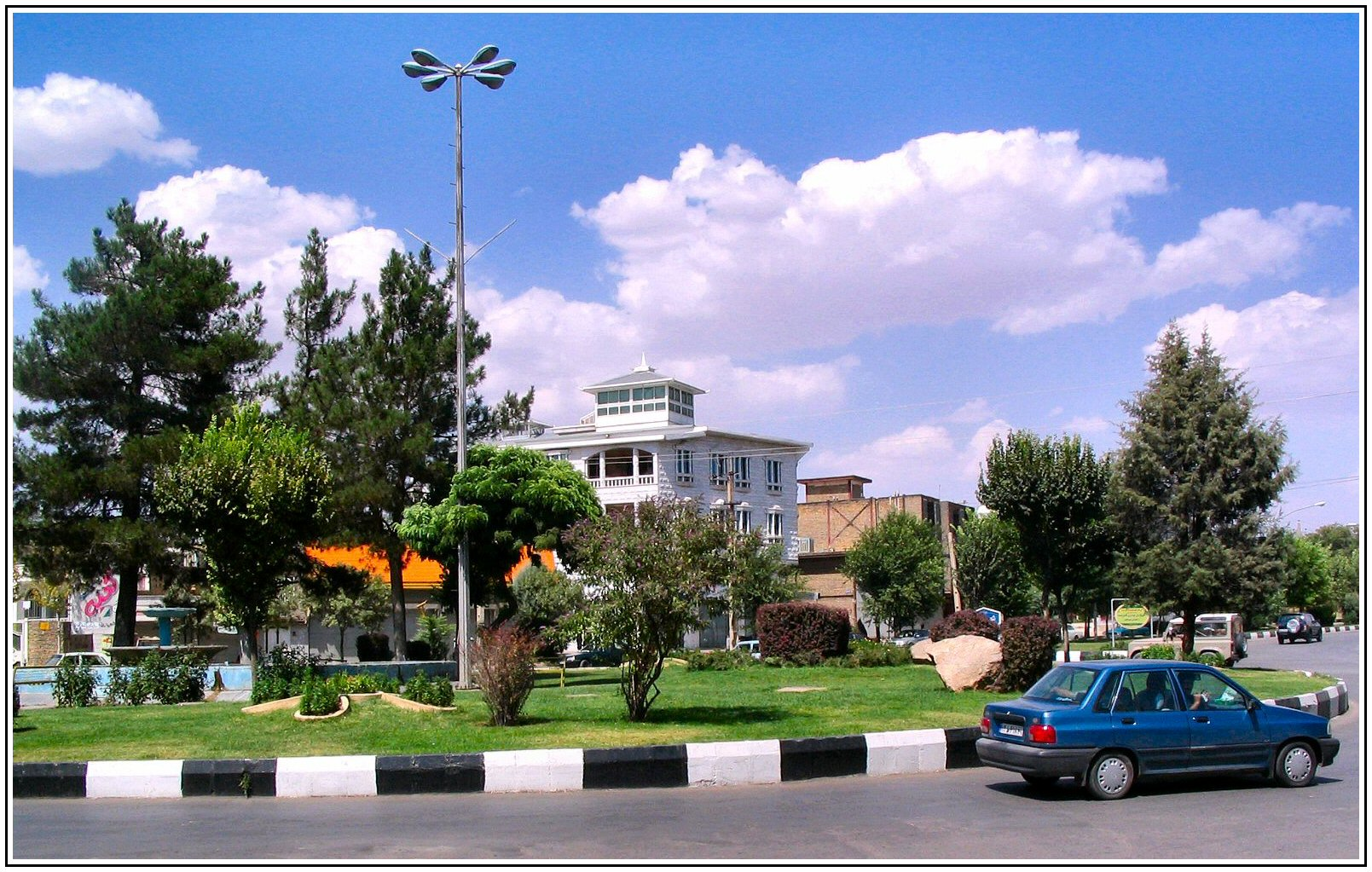

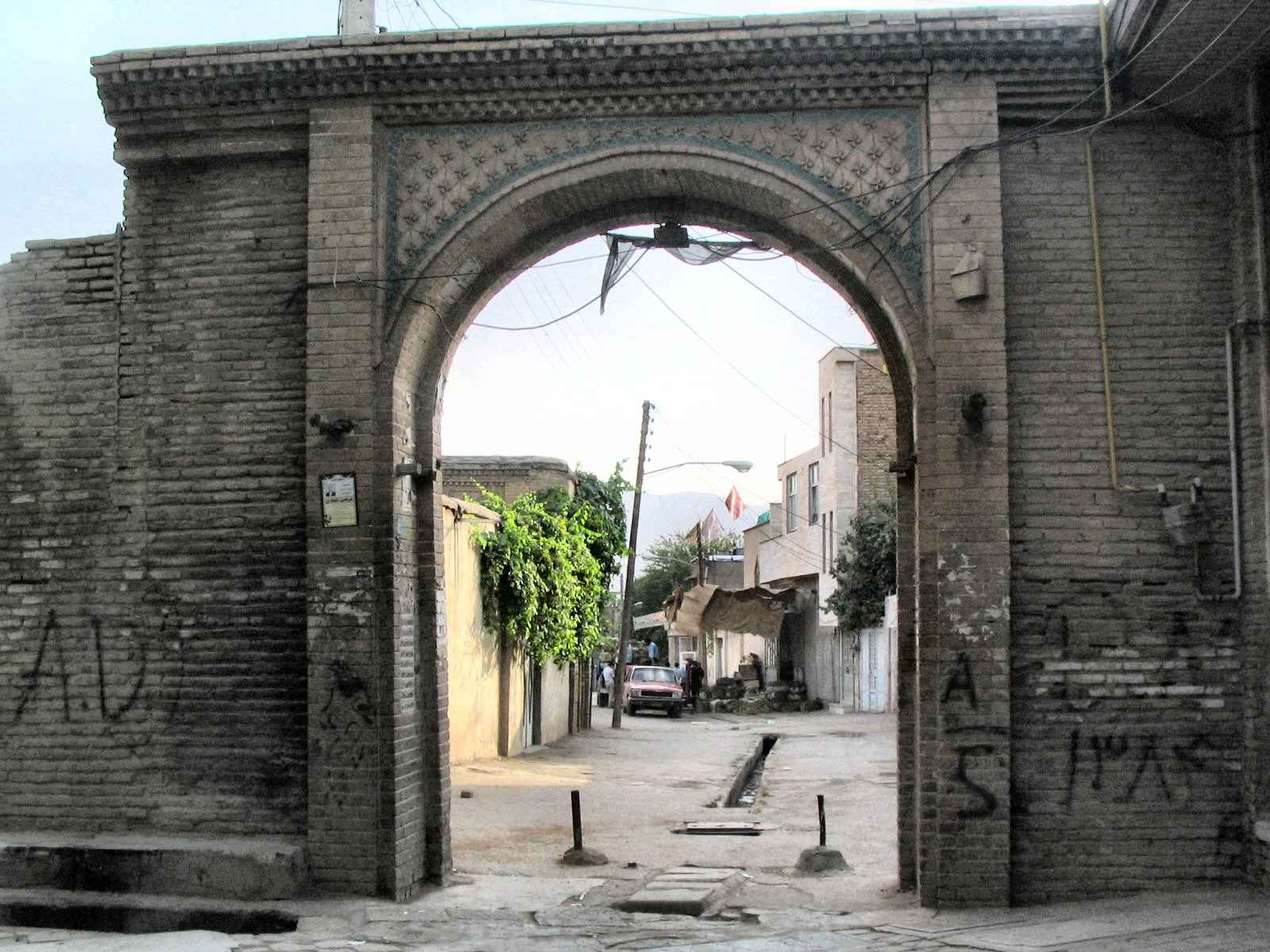

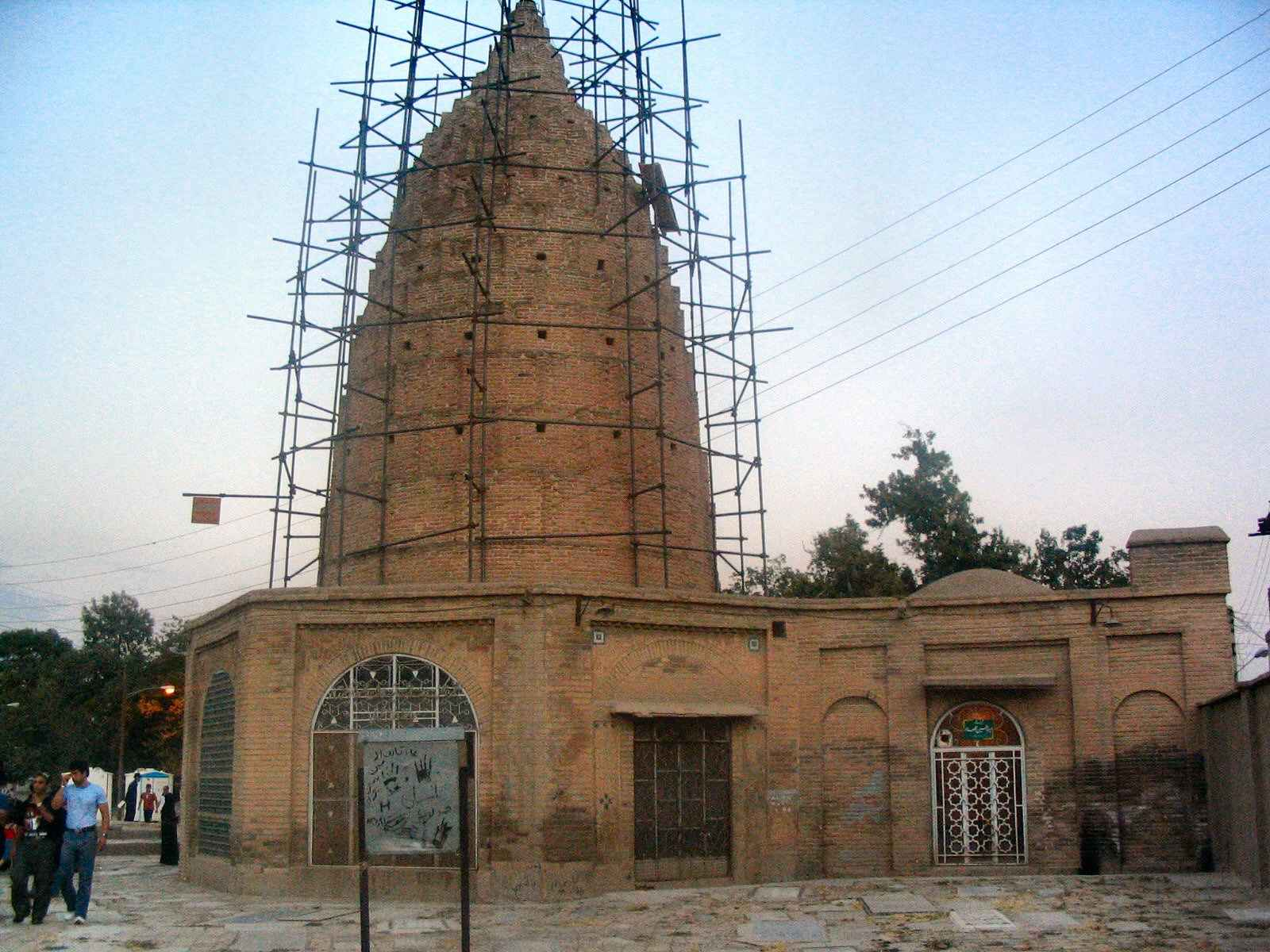

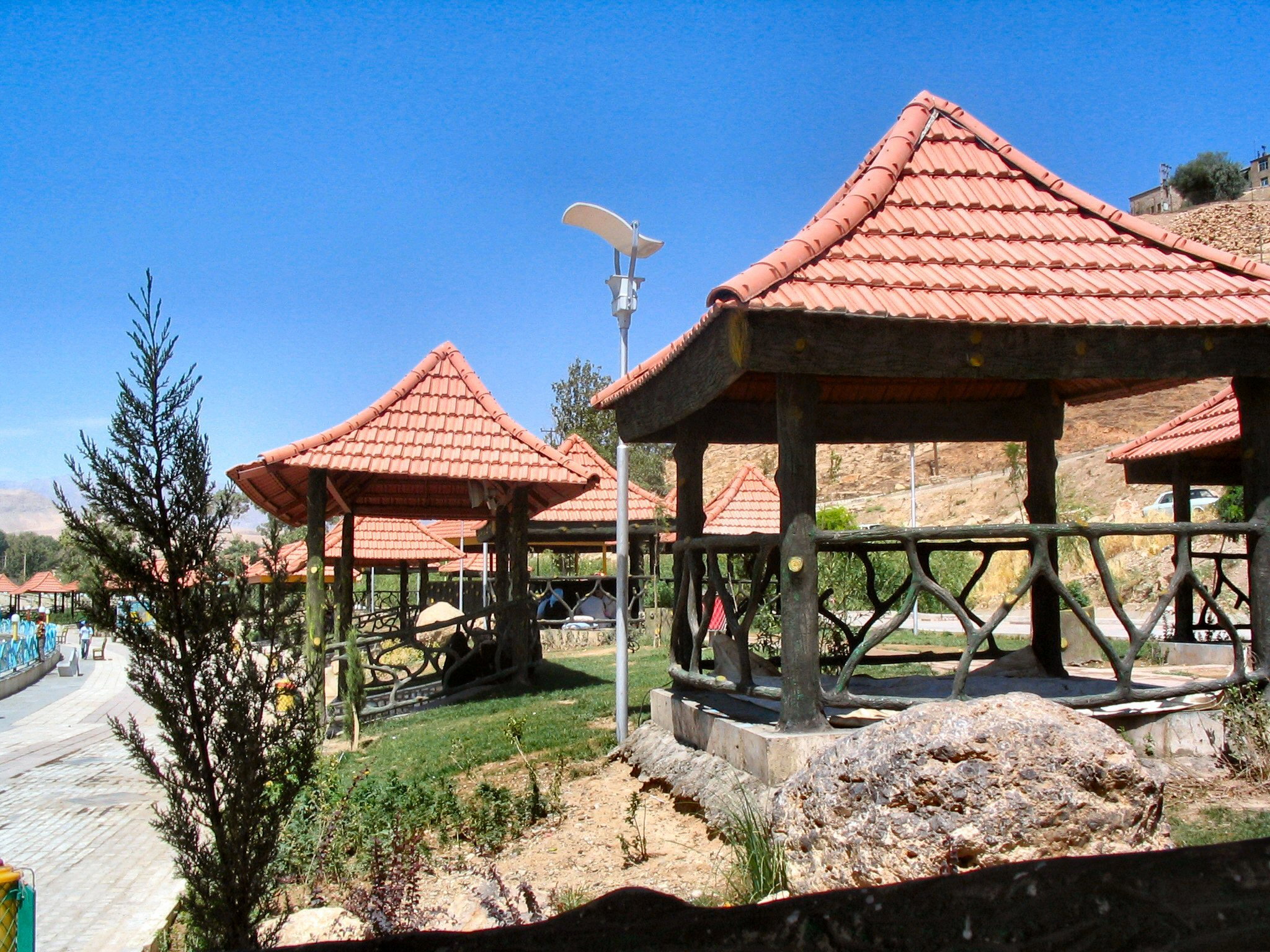

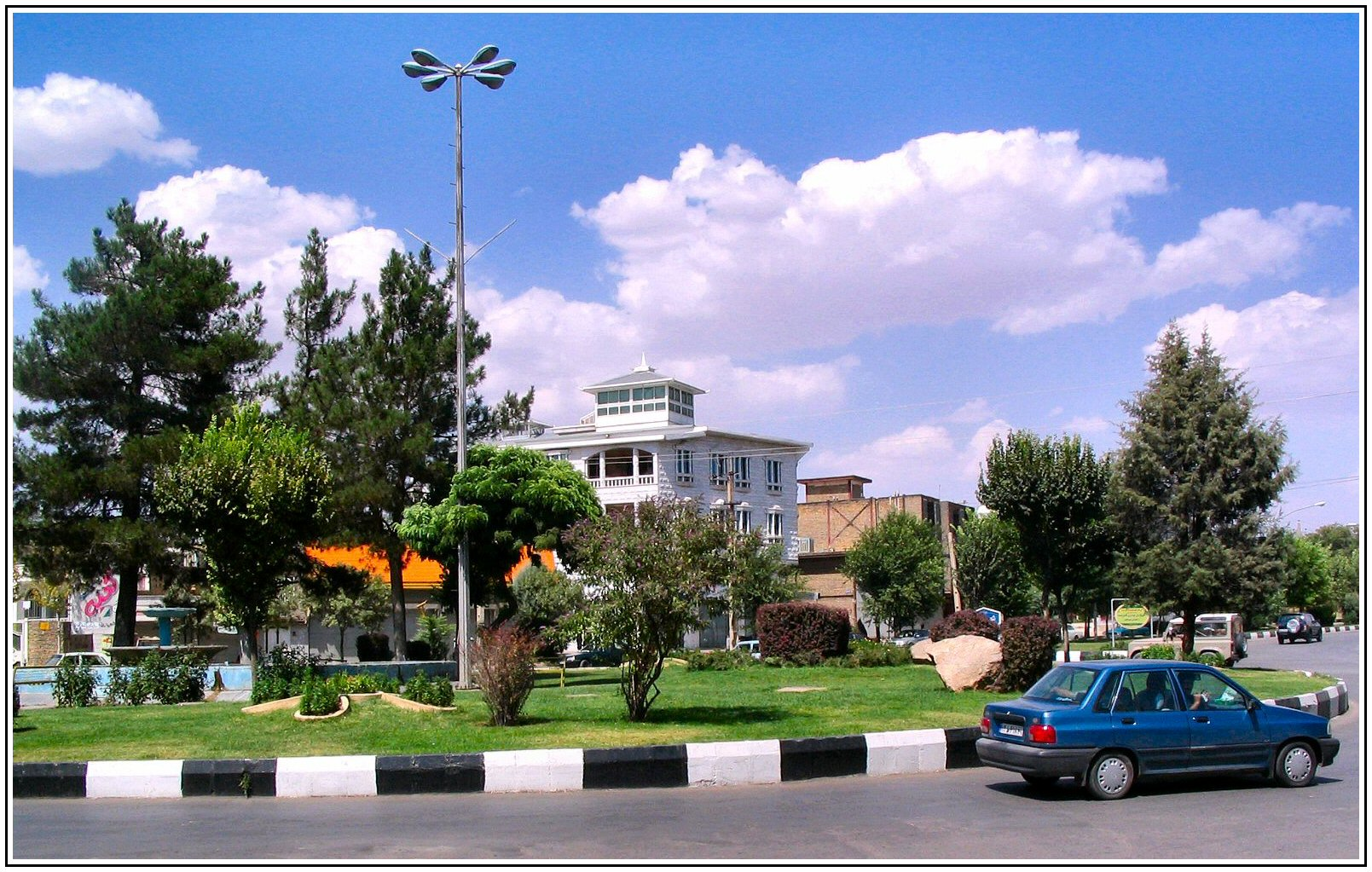

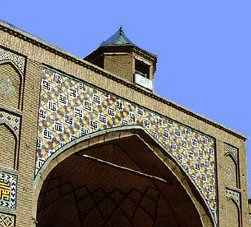

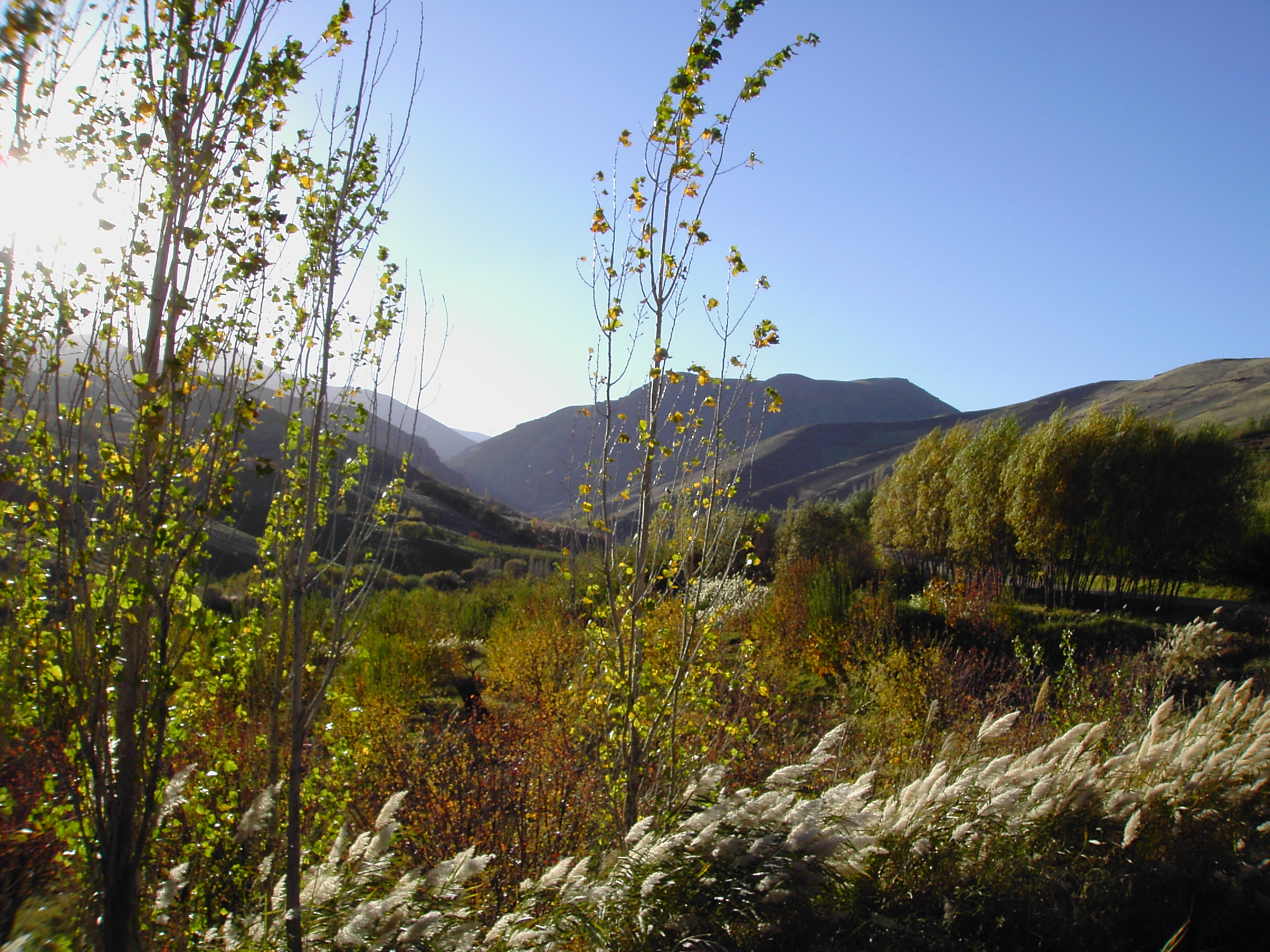

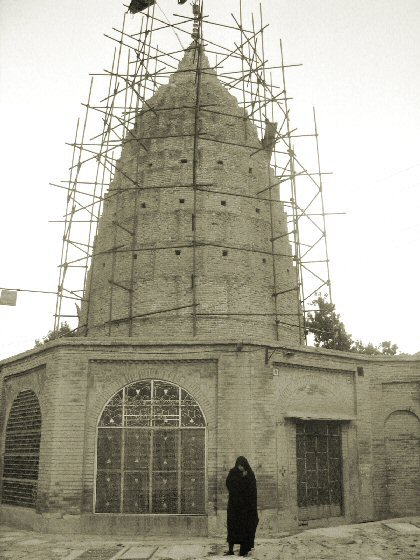

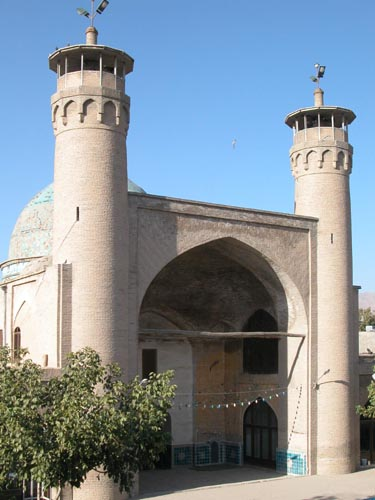

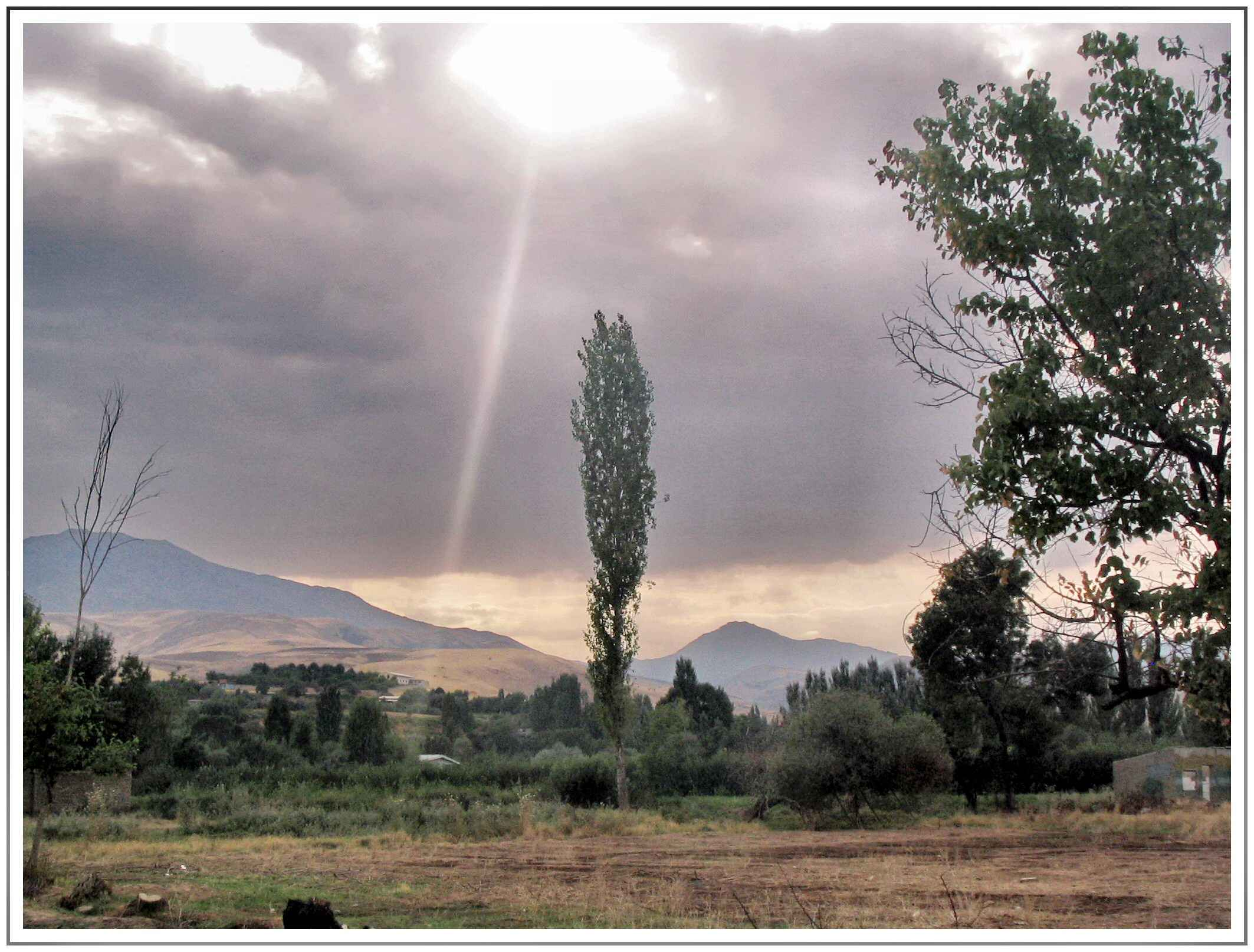

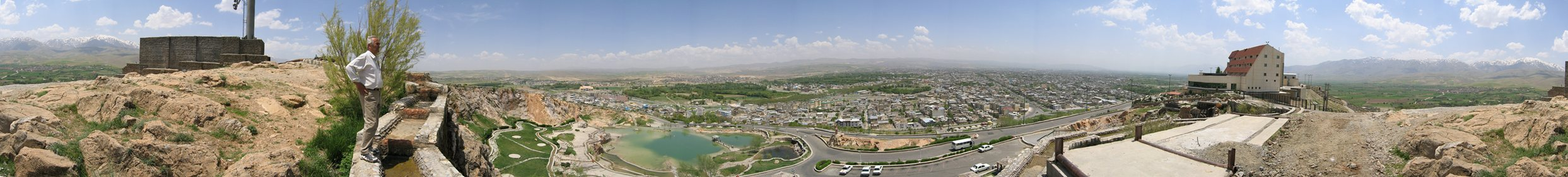

博魯傑爾德是伊朗的城市，由洛雷斯坦省負責管轄，位於該國西部，海拔高度1,670米，是該地區的主要工業、旅遊和文化中心，2006年人口227,547。

## 外部連結
- Borujerd Information Portal
- Encyclopedia of the Orient（页面存档备份，存于）